# Mycetophila peniculata
Mycetophila peniculata är en tvåvingeart som beskrevs av Freeman 1951. Mycetophila peniculata ingår i släktet Mycetophila och familjen svampmyggor. Inga underarter finns listade i Catalogue of Life.